# Jackson A. Dunn
Jackson A. Dunn (San Diego, 9 dicembre 2003) è un attore statunitense.

## Biografia e carriera
Jackson A. Dunn è nato a San Diego, in California. inizia a recitare fin da piccolo in diverse recite scolastiche, poi all'età di 10 anni, partecipa a un'audizione a Los Angeles, e viene reclutato da agente e manager.
Poco dopo, inizia a recitare in diverse serie televisive tra cui Shameless. Nel 2016 recita il suo primo ruolo come protagonista nella serie Legendary Dudas, poi debutta al cinema nel film indipendente The Scene of Rain & Lightening, proiettato in numerosi festival cinematografici prima di essere distribuito in versione limitata nelle sale.
Nel 2019 debutta sul grande schermo interpretando Scott Lang a 12 anni nel film Avengers: Endgame. Ha interpretato poi Brandon Breyer, protagonista nell'horror L'angelo del male - Brightburn.

## Filmografia

### Cinema
- The Scent of Rain & Lightning, regia di Blake Robbins (2017)
- Gone Are the Days, regia di Mark Landre Gould (2018)
- Avengers: Endgame, regia di Anthony e Joe Russo (2019)
- L'angelo del male - Brightburn (Brightburn), regia di David Yarovesky (2019)

### Televisione
- Giovani, carini, assassini (Killer Kids) - documentario, episodio 4x01 (2014)
- Shameless - serie TV, 3 episodi (2015)
- Henry Danger - serie TV, episodio 1x24  (2015)
- Legendary Dudas - serie TV, 5 episodi (2016)
- Colony - serie TV, episodio 2x02  (2017)
- GLOW - serie TV, episodio 1x01  (2017)
- Get Shorty - serie TV, episodio 1x05  (2017)